# Prasocuris hannoveriana
Prasocuris hannoveriana is een keversoort uit de familie bladkevers (Chrysomelidae). De wetenschappelijke naam van de soort werd in 1775 gepubliceerd door Johann Christian Fabricius. De soort was na 34 jaar herontdekt in Nederland in 2014.